# Gunnar Danielson
Berndt Gunnar Emil Danielson, född 18 augusti 1901 i Maria Magdalena församling, Stockholms stad, död 18 september 1958 i Klara församling, Stockholms stad, var en svensk jurist, ämbetsman och politiker. Han var konsultativt statsråd (juristkonsult) 1944–1952 och landshövding i Stockholms län 1952–1958.

## Biografi
Danielson avlade studentexamen vid Högre allmänna läroverket å Södermalm i Stockholm 1922 och juris kandidatexamen vid Stockholms högskola 1927, varpå han gjorde tingstjänstgöring i Sollentuna och Färentuna samt Östersysslets domsaga 1927–1929. Han blev tillförordnad fiskal i Svea hovrätt 1930, adjungerad ledamot av Svea hovrätt 1933, assessor där 1936 och hovrättsråd 1942. Han var byråchef för lagärenden i Justitiedepartementet 1939–1944 och konsultativt statsråd (juristkonsult) 1944–1952. Danielson var landshövding i Stockholms län från 1952 till sin död 1958.
Danielson var därtill sekreterare eller biträdande sekreterare i Andra lagutskottet i riksdagen 1934–1938, suppleant i Arbetsdomstolen 1939–1944, juridiskt biträde i Kommerskollegium 1939–1944 och ordförande i Statsdepartementens antagningsnämnd från 1945. Han var också sekreterare i 1936 års konstnärsutredning, sekreterare i 1936 års trafikutredning, ordförande i 1941 års utredning angående fri rättegång, ordförande i 1944 års nykterhetskommitté och ledamot av 1943 års domarutredning. Danielson var ordförande i Svenska Fotbollförbundet 1949–1953.
Gunnar Danielson var son till metallarbetaren Emil Danielson och Frida Alm. Han gifte sig 1931 med skolkökslärarinnan Tyra Håkansson (1902–1988). De fick barnen Lena (född 1933), Åsa (född 1936) och Björn (född 1942). Makarna Danielson är begravda på Värmdö kyrkogård.

### Utmärkelser
- Riddare av Nordstjärneorden, 1942.[6]